# Chlorestes candida
La amazilia cándida (Chlorestes candida), también denominada amazilia pechiblanca, colibrí cándido, diamante de vientre blanco, esmeralda panza blanca o  esmeralda vientre-blanco,  es una especie de ave apodiforme de la familia Trochilidae —los colibríes— perteneciente al género  Chlorestes, anteriormente incluida en el género  Hylocharis .  Es nativa de Belice, Costa Rica, Guatemala, Honduras, México y Nicaragua.

## Hábitat
Vive en los bosques de pino y encino, matorrales, bosque seco tropical, en tierras bajas y montañas, así como acahuales viejos. Prefieren bordes de bosque, áreas parcialmente taladas y de crecimiento secundario.

## Descripción
En promedio mide 8,5 cm y pesa 4 g. En las partes superiores presenta color bronce verdoso, con tinte purpúreo en la frente, coronilla y en las coberteras supracaudales; en la cola bronce opaco. Las puntas de las timoneras externas son ligeramente más pálidas, en contraste con una faja subterminal negruzca. Por debajo es blanco con manchas verde bronceado a los lados de la garganta y pecho. El pico presenta la maxila negra, la mandíbula rosada y la punta negra. Las patas son fuscas.
Canta una serie de 2 o 3 rechinidos siseantes psk-si-sit-sit-sit... y hace un llamado tsck.

## Reproducción
Los machos dispersos suelen formar asambleas de cortejo y cantan desde posaderos bajos, en medio de la vegetación densa. Construye el nido en forma de cuenco; por lo general en una rama horizontal. La hembra pone 2 huevos blancos.